# عادل غلاموف
عادل کریم اوغلو غلاموف کارگردان فیلم، تهیه‌کننده، کارگردان و بازیگر اهل کشور جمهوری آذربایجان است.